# Jacques Deschamps (acteur)
Pour les articles homonymes, voir Deschamps et Jacques Deschamps.
Jacques Deschamps est un comédien français né le 14 août 1931 à Montpellier (Hérault), et mort le 6 septembre 2001 à Pontoise (Val-d'Oise).
Spécialisé dans le doublage, il est la voix de Clint Eastwood dans ses premiers westerns, dont la Trilogie du dollar de Sergio Leone, celle de Franco Nero dans Django ou celle de Lee Van Cleef dans Colorado.
Il est également la voix de Robert Stack dans la série Les Incorruptibles et plusieurs de ses films ; celle de Richard Anderson (Oscar Goldman (en)) dans les séries télévisées L'Homme qui valait trois milliards et Super Jaimie ; mais aussi celle du roi dans Cendrillon ou du Roi Triton dans La Petite Sirène des studios Disney.
Il était également directeur artistique.

## Biographie

### Jeunesse et débuts
Jacques Louis Alexandre Deschamps naît le 14 août 1931 à Montpellier, dans l'Hérault.

### Parcours
Il obtient deux premiers prix de comédie au conservatoire de Toulouse puis monte à Paris.

### Carrière
Il débute dans le doublage sous la direction de Serge Luguen, chez Jean-Paul Blondeau Productions, puis travaille pour la Société parisienne de sonorisation (SPS).

### Décès
Il meurt le 6 septembre 2001 à l'hôpital de Pontoise, dans le Val-d'Oise, des suites d'un cancer à l'âge de 70 ans.

## Théâtre
- 1955 : Venise sauvée de Morvan Lebesque, mise en scène René Lafforgue, Festival international d'art dramatique au théâtre Hébertot
- 1957 : La Lettre perdue de Ion Luca Caragiale, mise en scène Marcel Cuvelier, théâtre des Célestins
- 1957 : L'Autre Alexandre de Marguerite Libéraki, mise en scène Claude Régy, théâtre de l'Alliance française
- 1960 : Victimes du devoir d'Eugène Ionesco, mise en scène Jacques Mauclair, Aix-en-Provence
- 1960 : Les Cochons d'Inde d'Yves Jamiaque, mise en scène de l'auteur, théâtre du Vieux-Colombier
- 1963 : La Farce de Vahé Katcha, mise en scène Jean-Jacques Aslanian, théâtre de Plaisance
- 1965 : Les Filles de Jean Marsan, mise en scène Jean Le Poulain, théâtre Édouard VII puis théâtre de la Porte-Saint-Martin
- 1971 : Les Trois Mousquetaires d'Alexandre Dumas, mise en scène Michel Berto, Festival de la Cité - Carcassonne
- 1992 : La Vérité sur maman, de Didier Schwartz, théâtre Hébertot - également metteur en scène

## Filmographie

### Cinéma
- 1959 : Les Cousins de Claude Chabrol
- 1967 : Le Samouraï de Jean-Pierre Melville : un policier
- 1983 : Le Voleur de feuilles de Pierre Trabaud : Gaston
- 1986 : Justice de flic de Michel Gérard : Sam Sartori

### Télévision
- 1959 :  Meurtre au ralenti de Jean-Paul Carrère
- 1962 : Escale obligatoire de Jean Prat : le radio de bord
- 1962 : Le Temps des copains de Jean Canolle et Robert Guez : Vial, l'ami de Lucien de Vaison-la-Romaine (ép. 81, 82)
- 1974 : Le Secret des Flamands de Robert Valey
- 1976 : Nans le berger de Bernard Roland : Mangiagari (épisodes 16, 17 et 18)
- 1979 : Le Troisième Couteau de Robert Valey : M. Alfred
- 1984 : Emportez-la avec vous de Jean Sagols : le père de Myriam
- 1986 : La Petite Souris de Pierre Allot

## Doublage
Les dates indiquées en italique correspondent aux sorties initiales des films auxquels Jacques Deschamps a participé aux doublages tardifs et aux redoublages.

### Cinéma

#### Films
- Ugo Tognazzi dans :
  - Le Cocu magnifique (1964) : Andrea Artusi
  - Le Commissaire Pepe (1969) : le commissaire Antonio Pepe[3]
  - Au nom du peuple italien (1971)[4] : Mariano Bonifazi
  - La Chambre de l'évêque (1977) : Temistocle Orimbelli
  - Les Nouveaux Monstres (1977) : le mari
  - Qui a tué le chat ? (1977) : Amedeo Pecoraro
  - Dernier Amour (1978) : Ugo
  - Le Grand Embouteillage (1979) : le professeur
  - La Terrasse (1980) : Amedeo
  - Les Séducteurs (1980) : Armando Tognato

- Robert Stack dans :
  - Les Corrompus (1967) : Cliff Wilder
  - 1941 (1979) : le général Joseph W. Stilwell
  - Y a-t-il un pilote dans l'avion ? (1980) : le capitaine Rex Kramer
  - Joe contre le volcan (1990) : le Dr Ellison
  - Beavis et Butt-Head se font l'Amérique (1997) : ATF Agent Flemming
  - Baseketball (1998) : lui-même

- Clint Eastwood dans :
  - Pour une poignée de dollars (1964) : l'homme sans nom
  - Et pour quelques dollars de plus (1965) : le Manchot
  - Le Bon, la Brute et le Truand (1966) : Blondin
  - Pendez-les haut et court (1968) : Jed Cooper
  - Josey Wales hors-la-loi (1976) : Josey Wales

- Nino Manfredi dans :
  - Pain et Chocolat (1974) : Nino Garofalo
  - Affreux, sales et méchants (1976) : Giacinto Mazzatella
  - La Fiancée de l'évêque (1976) : Antonio Pecoraro (segment « Il cavalluccio svedese »)
  - Un jouet dangereux (1979) : Vittorio Barletta
  - Café express (1980) : Michele Abbagnano

- Bill McKinney dans :
  - Juge et Hors-la-loi (1972) : Fermel Parlee
  - L'Épreuve de force (1977) : le policier en otage
  - Doux, dur et dingue (1978) : Dallas
  - Bronco Billy (1980) : « Main gauche »

- Guy Madison dans :
  - Le Trésor de Malaisie (1964) : Yanez
  - Le Léopard de la jungle noire (1964) : Yanez
  - Sept Winchester pour un massacre (1967)[5] : colonel Thomas Blake

- Vincent Gardenia dans :
  - Le ciel peut attendre (1978) : Lieutenant Krim
  - Un justicier dans la ville 2 (1981) : Détective Frank Ochoa
  - Éclair de lune (1987) : Cosmo Castorini

- Chuck Roberson dans :
  - Le Survivant des monts lointains (1957) : Roan
  - Le Sergent noir (1960) : un membre de la cour martiale

- Lee Patterson dans :
  - Le Scandale Costello (1957) : Harry Grant
  - Les Collines de la terreur (1972) : George Dunn

- Richard Harris dans :
  - La Patrouille égarée (1961) : Caporal Johnstone
  - The Field (1990) : Bull McCabe

- George Kennedy dans :
  - L'Île des dauphins bleus (1964) : le capitaine Aleut
  - Mirage (1965) : Willard

- John Agar dans :
  - Furie sur le Nouveau-Mexique (1965) : Dawson
  - Toute la ville est coupable (1966) : Ed Tomkins

- Anthony Steffen dans :
  - Quelques dollars pour Django (1966) : Django / Regan
  - La Vengeance de Ringo (1966) : Ringo

- Franco Nero dans :
  - Django (1966) : Django
  - El Mercenario (1968) : Capitaine Sergei Kowalski dit « Le Polak »

- Frank Wolff dans :
  - Dieu pardonne... moi pas ! (1967)[6] : Bill San Antonio
  - Le Grand Silence (1968) : shérif Burnett

- Harry Guardino dans :
  - Police sur la ville (1968) : Rocco Bonaro
  - De l'or au bout de la piste (1979) : Gino Valenti

- Warren Oates dans :
  - Le Crime c'est notre business (1968) : Marty Gough
  - Les Bleus (1981) : le sergent Hulka (1er doublage)

- Matt Clark dans :
  - Monte Walsh (1970) : Rufus Brady
  - Les Cowboys (1971) : Smiley

- Rod Taylor dans :
  - Les Voleurs de trains (1973) : Grady
  - Le Shérif ne pardonne pas (1973) : Frank Brand

- James Coburn dans :
  - La Bataille de Midway (1976) : capitaine Vinton Maddox
  - Looker (1981) : John Reston

- Peter Boyle dans :
  - Taxi Driver (1976) : Sorcier
  - Double Détente (1988) : le commandant Lou Donnelly

- Jack Warden dans :
  - Bienvenue, mister Chance (1979) : Bobby, le président des États-Unis
  - Les Fesses à l'air (1981) : Jack

- Sid Caesar dans :
  - Le Complot diabolique du docteur Fu Manchu (1980) : Giuseppe « Joe » Capone
  - Grease 2 (1982) : Coach Calhoun

- Robert Vaughn dans :
  - Space Connection (1980) : Gordon Clain
  - McCinsey's Island (1998) : Walter Denkins

- Martin Balsam dans :
  - St. Elmo's Fire (1985) : Mr. Beamish
  - Le Silence des jambons (1994) : le détective Balsam

- Ben Gazzara dans :
  - Road House (1989) : Brad Wesley
  - Haute trahison (1997) : le vice-président Saxon

- Henry Silva dans :
  - Le Marginal (1983) : Sauveur Mecacci
  - Nico (1989) : Kurt Zagon

- 1937 : Rue sans issue : Hunk (Allen Jenkins)
- 1942 : Casablanca : le policier donnant les visas[Qui ?]
- 1942[7] : Le Cygne noir : Don Miguel (Fortunio Bonanova)
- 1951 : Le Désert de la peur : Frank Newcombe (Hugh Sanders)
- 1953[8] : Le Sorcier du Rio Grande : sergent Stone (Robert J. Wilke)
- 1954[9] : Le Triomphe de Zorro : Jerry Randall alias « El Latigo » (Richard Simmons)
- 1954 : Le Chevalier du roi : Prince Hal de Wales (Dan O'Herlihy)
- 1954 : Romance inachevée : M. Miller (Irving Bacon)
- 1955 : Ange ou démon : Jim Downs (José Ferrer)
- 1955 : Le Voleur du Roi : Sheldon (Sean McClory)
- 1955 : Les Survivants de l'infini : Webb, le contrôleur aérien (Robert Williams)
- 1956[10] : Les Années sauvages : Matt Comfort (Minor Watson)
- 1956 : L'Espion de la dernière chance : le matelot caporal[Qui ?] et un employé de l'hôtel[Qui ?]
- 1957 : L'Homme qui rétrécit : Charlie Carey (Paul Langton)
- 1957 : 3 h 10 pour Yuma : Bob Moons (Sheridan Comerate)
- 1957 : Prisonnière des martiens : Hayami (Ren Imaizumi)
- 1957 : Le Vengeur : sergent John Maitland (James Garner)
- 1957 : Racket dans la couture : Alan Mitchell (Kerwin Mathews)
- 1958 : Fort Massacre : le soldat Tucker (Guy Prescott)
- 1958 : Le Kid en kimono : le second reporter (Dick Whittinghill)
- 1958 : Le Trésor du pendu : le lieutenant (Burt Douglas)
- 1958 : De la Terre à la Lune : Jules Verne (Carl Esmond)
- 1959 : L'Homme aux colts d'or : Johnny Gannon (Richard Widmark)
- 1959 : L'Aventurier du Rio Grande : le capitaine Stoker (Joe Haworth)
- 1959 : La Police fédérale enquête : l'agent du FBI interrogeant Graham[Qui ?]
- 1959 : Caravane vers le soleil : Rafael (Alberto Villa)
- 1959 : La Vengeance du Sarrasin : Dragut (Lex Barker)
- 1959 : Un matin comme les autres : le réalisateur de la station radiophonique (Ted Jordan)
- 1959 : Trahison à Athènes : Bluey Ferguson (Peter Jordan)
- 1959 : La Gloire et la Peur : le sergent Coleman (Norman Fell)
- 1960 : La Ruée vers l'Ouest : Jessie Rickey (Harry Morgan)
- 1960 : L'Esclave du Pharaon : Ruben (Carlo Giustini)
- 1960 : Les Sept Chemins du couchant : un roulier (Dale Van Sickle)
- 1960 : Le Serment de Robin des Bois : le secrétaire de l'archevêque (John Franklin) et le Seigneur Ollerton (Patrick Crean)
- 1960 : La Rançon de la peur : Jess Walters (Vaughn Taylor)
- 1960 : Un numéro du tonnerre : l'inspecteur Barnes (Dort Clark)
- 1960 : Le Diabolique Docteur Mabuse : le chef d'INTERPOL[Qui ?]
- 1960 : Un scandale à la cour : le facteur[Qui ?]
- 1960 : La Vénus au vison : le policier (Leon B. Stevens)
- 1960 : Robin des Bois et les pirates : Golia (Giulio Donnini)
- 1960 : Liaisons secrètes : Bucky (Robert Sampson)
- 1960 : Les Pirates de la côte : le membre de l'équipage faisant sentir son haleine au quartier-maître[Qui ?]
- 1960 : Les Aventuriers du fleuve : le shérif André (Royal Dano)
- 1960 : Le Monde de Suzie Wong : le marin britannique (Dervis Ward)
- 1960 : Le Monstre au masque : le commissaire (Ivo Garrani)
- 1961 : L'Arnaqueur : Charlie Burns (Myron McCormick)
- 1961 : Les Mongols : un partisan d'Igor[Qui ?]
- 1961 : Mary la rousse, femme pirate : Don Pedro Alvarez (Tullio Altamura (en))
- 1961 : Amour sauvage : Glenn Tyler (Elvis Presley)
- 1961 : Les Deux Cavaliers : le second joueur professionnel (William Henry)
- 1961 : La Ballade des sans-espoir : Red, le bassiste (Seymour Cassel)
- 1961 : Le Dernier des Vikings : Svend (Edmund Purdom)
- 1961 : Le troisième homme était une femme : l'employé du centre de remise en forme[Qui ?] et un reporter[Qui ?]
- 1961 : La Ruée des Vikings : l'un des deux gardes britanniques sur les remparts[Qui ?]
- 1961 : Le Secret de Monte-Cristo : Ted, le palefrenier (Derek Prentice)
- 1961 : La Doublure du général : le soldat moustachu du mess[Qui ?]
- 1961 : Les lauriers sont coupés : Mark Steele (Bill Bradley)
- 1961 : Les Chevaliers du démon : Lord Netherden (Andrew Faulds)
- 1961 : Le Cercle de feu : le 2d shérif-adjoint (Marshall Kent)
- 1961 : L'Empreinte du dragon rouge : le lieutenant Beamish (Tom Gill)
- 1961 : Ville sans pitié : voix d'un homme hors-champ en possession d'une photo de Karin Steinhof[Qui ?]
- 1962 : La Conquête de l'Ouest : le loueur de l'attelage[Qui ?]
- 1962 : En avant la musique : Guiseppe[Qui ?]
- 1962 : La Rue chaude : Oliver (Richard Rust)
- 1962 : La Colère d'Achille : Sarpédon (Romano Ghini)
- 1962 : Qu'est-il arrivé à Baby Jane ? : Ernie (Ernest Anderson)
- 1962 : Lutte sans merci : le docteur (Robert Cleaves)
- 1962 : Tendre est la nuit : Colis Clay (Mac McWhorter)
- 1962 : Trahison sur commande : Fishing Boat Skipper (Poul Reichhardt)
- 1962[11] : Jules César contre les pirates : le lieutenant chez le gouverneur Valerius[Qui ?]
- 1962 : Jules César, conquérant de la Gaule : un soldat romain[Qui ?]
- 1962 : Les Maraudeurs attaquent : sous-lieutenant Lee « Stock » Stockton (Ty Hardin)
- 1962 : Le Monstre aux yeux verts : le commandant Michelotti (Otello Toso)
- 1962 : Le Cheik rouge : Mohammad (Ettore Manni)
- 1963 : L'Araignée blanche défie Scotland Yard : le sergent Meals (Werner Peters)
- 1963 : Le Téléphone rouge : le sergent Banning (Robert Lansing)
- 1963 : Le Lion de Saint-Marc : Titta le pirate (Alberto Farnese)
- 1963 : Lancelot chevalier de la reine : Cedric (Walter Gotell)
- 1963 : Patrouilleur 109 : le lieutenant Brantingham (Tom Middleton) et deux commandants de patrouilleurs[Qui ?]
- 1963 : La Souris sur la Lune : un astronaute américain (Ed Bishop)
- 1964 : Les Cheyennes : le lieutenant Essex[Qui ?]
- 1964 : Les Trois Sergents de Fort Madras : le révérend Fortright (Marco Tulli)
- 1964 : La Charge de la huitième brigade : le soldat Cranshaw (Bobby Bare)
- 1964 : Le Secret de la liste rouge : Brad Webster (Steve Cochran)
- 1965 : Harlow, la blonde platine : Paul Bern (Peter Lawford)
- 1965 : Le Cimetière des morts-vivants : Jeronimus Hauff[Qui ?]
- 1965 : Le Massacre des sioux : Dakota (John Matthews)
- 1965 : Quand parle la poudre : Lee Ring / shérif Les Parker (Lyle Bettger)
- 1965 : Les Forcenés : Hoby Cordeen (James Mitchum)
- 1965 : Les Prairies de l'honneur : lieutenant Johnson (Tom Simcox) (1er doublage)
- 1965 : Le Trésor des montagnes bleues : Tah-Sha-Tunga (Rikard Brzeska)
- 1965 : Chère Brigitte : le directeur de la banque (Pitt Herbert)
- 1965 : Les Trois Stooges contre les hors-la-loi : le chef Crazy Horse (Murray Alper)
- 1966 : La Poursuite impitoyable : Damon Fuller (Richard Bradford)
- 1966 : Le Deuxième Souffle : Orloff (Pierre Zimmer)
- 1966 : La Canonnière du Yang-Tse : Jake Holman (Steve McQueen)
- 1966 : Blow-Up : Ron (Peter Bowles)
- 1966 : Raspoutine, le moine fou : Grigori Raspoutine (Christopher Lee)
- 1966 : Opération Opium : l'inspecteur Mosca (Marcello Mastroianni)
- 1966 : Objectif Hambourg, mission 083 : Renard (Alberto Dalbes)
- 1966 : Opération Marrakech : le motard de la Police (Hassan Essakali)
- 1966 : Les Fusils du Far West : Wild Bill Hickok (Don Murray)
- 1966 : Colorado : Jonathan « Colorado » Corbett (Lee Van Cleef)
- 1966 : Coplan ouvre le feu à Mexico : le commissaire (Osvaldo Genazzani)
- 1966 : Hawaï : Dr John Whipple (Gene Hackman)
- 1966 : K-17 attaque à l'aube : le chef de la bande (Goffredo Unger)
- 1966 : Jerry Land, chasseur d'espions : Jerry Land (Wayde Preston)
- 1966 : Alfie le dragueur : Eddie (Tony Selby)
- 1966 : Le Carnaval des barbouzes : Wendt (Peter Vogel)
- 1967 : Hombre : Franck Braden (Cameron Mitchell)
- 1967 : La Caravane de feu : le shérif Strike (Terry Wilson)
- 1967 : L'Affaire Al Capone : Peter Gusenberg (George Segal)
- 1967 : La Folle Mission du Docteur Schaeffer : Sullivan (Arte Johnson)
- 1967 : Coup de maître au service de sa majesté britannique : Arthur Lang (Richard Harrison)
- 1967 : Le Shérif aux poings nus : Frank Norton (William Phipps)
- 1967 : Trois milliards d'un coup : l'inspecteur George Langdon (James Booth)
- 1967 : Dans la chaleur de la nuit : Harvey Oberst (Scott Wilson)
- 1967 : Violence à Jericho : Jace (Don Galloway)
- 1967 : Les Monstres de l'espace : le sergent Gleghorn (Maurice Good)
- 1967 : Le Crédo de la violence : Billy Jack (Tom Laughlin)
- 1967 : Le Ranch de l'injustice : le shérif Fonse Pruitt (David Hartman)
- 1967 : Minuit sur le grand canal : Hetford, un des hommes de Frank[Qui ?]
- 1967 : Le Défi de Robin des Bois : Alan-a-Dale (Eric Flynn)
- 1967 : Trois milliards d'un coup : l'inspecteur George Langdon (James Booth)
- 1967 : Le Dernier Face à face : Carson (Antonio Gradoli) et Sam Taylor, le chef des pistoleros[Qui ?]
- 1967 : Le Retour de Kriminal : Bob Robson (Armando Francioli)
- 1967 : La mort était au rendez-vous : Bill Meceita (John Phillip Law)
- 1967 : Les Trois Fantastiques Supermen : le représentant des journalistes[Qui ?]
- 1968 : Bandolero ! : Dee Bishop (Dean Martin)
- 1968 : Shalako : Bosky Fulton (Stephen Boyd)
- 1968 : Le Détective : Colin Maclver (William Windom)
- 1968 : L'Arrangement : Michael, le frère d'Eddie (Michael Higgins)
- 1968 : La Bataille pour Anzio : le soldat Movie (Reni Santoni)
- 1968 : Un shérif à New York : Pushie (David Doyle)
- 1968 : Évasion sur commande : le général Penypaker (Tom Bosley)
- 1968 : Sentence de mort : Montero (Enrico Maria Salerno)
- 1968 : Un détective à la dynamite : Layton (Dana Elcar)
- 1968 : L'Amour à cheval : Otto Frank / Mr. X (Luigi Pistilli)
- 1968 : Une minute pour prier, une seconde pour mourir : « Cheap » Charley (Renato Romano)
- 1968 : Jeux pervers : Anton (Julian Glover)
- 1968 : Les Feux de l'enfer : Clark Larkin[Qui ?]
- 1968 : El Gringo : Xavier (Carlos East)
- 1969 : Danger, planète inconnue : le docteur Pontini (Philip Madoc)
- 1969 : La Bataille d'Angleterre : l'officier-pilote Archie (Edward Fox)
- 1969 : La Valse des truands : le docteur Vincent Lagardie (Paul Stevens)
- 1969 : Sept hommes pour Tobrouk : le caporal Spencer (Freddy Unger) et le colonel présent au briefing avec le colonel Hastings[Qui ?]
- 1969 : À l'aube du cinquième jour : capitaine Helmut Bosch (Sven Lasta)
- 1969 : Che ! : le colonel Salazar (Richard Angarola)
- 1970 : Tora ! Tora ! Tora ! : lieutenant Kaminski (Neville Brand)
- 1970 : Patton : colonel Brian Bell (Lawrence Dobkin)
- 1970 : On l'appelle Trinita : Mezcal (Remo Capitani)
- 1970 : Le Dossier Anderson : Socks Parelli (Val Avery)
- 1970 : Chisum : James J. Dolan (Edward Faulkner)
- 1970 : Rio Lobo : lieutenant Forsythe (Peter Jason)
- 1970 : Le Mystère des douze chaises : Tikon (Mel Brooks)
- 1970 : Django arrive, préparez vos cercueils : Django (George Hilton)
- 1970 : Le Clan des McMasters : Lester (Richard Alden)
- 1970 : De l'or pour les braves : Cowboy (Jeff Morris)
- 1970 : Ya, ya, mon général ! : le médecin-major (Myron Healey)
- 1970 : Les Inconnus de Malte : Victor Grazzini (Peter Bowles)
- 1970 : L'Insurgé : Fred (George Ebeling)
- 1970 : Le Cerveau d'acier : Dr Jefferson J. Johnson (Martin E. Brooks)
- 1971 : Orange mécanique : le gardien-chef Barnes (Michael Bates)
- 1971 : On continue à l'appeler Trinita : Gonzales[Qui ?] et un habitant de Tucamcari[Qui ?]
- 1971 : Les Cavaliers : Mizrar (George Murcell)
- 1971 : Charlie et la Chocolaterie : le journaliste décrivant la chasse aux tickets d'or[Qui ?] (1er doublage)
- 1971 : Le Roman d'un voleur de chevaux : Kifke (Eli Wallach)
- 1971 : Un colt pour trois salopards : Frank Clemens (Jack Elam)
- 1971 : Doc Holliday : Johnny Ringo (Fred Dennis)
- 1971 : Le Chat à neuf queues : le commissaire Spimi (Pier Paolo Capponi)
- 1971 : Le Mystère Andromède : l'officier enquêteur sur le site du crash (Len Wayland)
- 1971 : L'Organisation : le lieutenant Jack Pecora (Gerald S. O'Loughlin)
- 1971 : Priez les morts, tuez les vivants : Reed (Dino Strano)
- 1971 : La Vallée perdue : Pirelli (Yorgo Voyagis)
- 1971 : La Rage du tigre : Chef Chan Chun-nam (Chan Sing) (1er doublage)
- 1972 : Guet-apens : l'annonceur à la télévision et à la radio (Hal Smith)
- 1972 : Joe Kidd : Luis Chama (John Saxon)
- 1972 : Délivrance : le shérif adjoint Queen (Macon McCalman)
- 1972 : Le Grand Duel : Hole, le chef des chasseurs de primes (Antonio Casale)
- 1972 : Gunn la gâchette : Larry (Timothy Brown)
- 1972 : La Clinique en folie : Dr Radcliffe (Albert Reed)
- 1972 : La Poussière, la Sueur et la Poudre : Rustler (Gregory Sierra)
- 1972 : Viol en première page : le commissaire (Enrico Di Marco) et l'orateur du M.S.I. (Ignazio La Russa)
- 1973 : Serpico : Lombardo (Ed Grover)
- 1973 : Mon nom est Personne : le shérif (Piero Lulli)
- 1973 : Pat Garrett et Billy le Kid : Black Harris (L.Q. Jones)
- 1973 : Police Connection : Scanlon (Eddie Egan)
- 1973 : Breezy : l'homme dans la voiture (Norman Bartold)
- 1973 : Police Puissance 7 : Toredano (Joe Spinell)
- 1973 : Te Deum : le shérif (Riccardo Garrone)
- 1974 : 747 en péril : le colonel Moss (Guy Stockwell)
- 1974 : Tremblement de terre : Technicien L.A. (Dave Morick)
- 1974 : La Tour infernale : Will Giddings (Normann Burton) (1er doublage)
- 1974 : Conversation secrète : William P. « Bernie » Moran (Allen Garfield) (1er doublage)
- 1974 : Lucky Luciano : Vito Genovese (Charles Cioffi)
- 1974 : Plein la gueule : Nate Scarboro (Michael Conrad)
- 1974 : L'Homme du clan : Bobby (Hoke Howell)
- 1974 : Larry le dingue, Mary la garce : le barman (Al Wyatt Sr.)
- 1974 : Foxy Brown : Hays (Sid Haig)
- 1975 : Liquidez l'inspecteur Mitchell : l'inspecteur Mitchell (Joe Don Baker)
- 1975 : Mandingo : Dr Redfield (Roy Poole)
- 1976 : Le Dernier Nabab : Red Ridingwood (Dana Andrews)
- 1976 : Un dimanche noir : Untz (Phil Rubinstein)
- 1976 : Complot de famille : l'évêque (William Prince)
- 1976 : Embryo : un docteur (Bob Reynolds)
- 1976 : Les Tsiganes montent au ciel : Maître Balinté (Vasili Simchich)
- 1976 : Trinita, connais pas : le directeur du transport de camions (Francisco Merino)
- 1977 : Deux super-flics : Fred « Curly » Cline (Luciano Catenacci)
- 1977 : Les Naufragés du 747 : Don Gallagher (Jack Lemmon)
- 1977 : Rencontres du troisième type : le policier militaire (Carl Weathers) (1er version)
- 1977 : Annie Hall : le médecin de l'hôtel (Vince O'Brien)
- 1977 : Un espion de trop : voix du poste TV[Qui ?]
- 1977 : Légitime Violence : Texan (James Best)
- 1977 : La Théorie des dominos : Ditcher (Ken Swofford)
- 1977 : Bande de flics : le sergent Nick Yanov (Charles Haid)
- 1977 : Le Bison blanc : Pete Holt (Clifford A. Pellow)
- 1978 : Morts suspectes : le technicien du labo (William Wintersole)
- 1978 : California Hôtel : Marvin Michaels (Walter Matthau)
- 1978 : Le Privé de ces dames : Marcel (James Coco)
- 1978 : L'Ouragan vient de Navarone : Marko (Peter Buntic)
- 1978 : Le Souffle de la tempête : Julie Blocker (Jim Davis)
- 1978 : Le Jeu de la puissance : Barrientos (George Touliatos)
- 1978 : Mon nom est Bulldozer : un soldat (Claudio Ruffini)
- 1978 : American College : le maire Carmine DePasto (Cesare Danova)
- 1978 : Oliver's Story : Newcaster (Victor Gil de LaMadrid)
- 1978 : Les Évadés de l'espace : le général Garuda (Vic Morrow)
- 1979 : L'Évadé d'Alcatraz : le gardien Johnson (Fred Stuthman)
- 1979 : Le Cavalier électrique : [Qui ?]
- 1979 : L'Étalon noir : le père d'Alec (Hoyt Axton)
- 1979 : Justice pour tous : Kiley (Tom Quinn) et William Zinoff (Darrell Zwerling)
- 1979 : Alerte dans le cosmos : Dr John Caball (Barry Morse)
- 1979 : American Graffiti, la suite : Eric (Tom Ruben)
- 1979 : Le Trésor de la montagne sacrée : Omar, l'orfèvre (Jacob Witkin) et le geôlier du prince Hasan[Qui ?]
- 1979 : Le Shérif et les Extra-terrestres : la voix d'alerte aux pompiers
- 1979 : L'Homme en colère : le portier du club (Edouard Carpentier) et un policier[Qui ?]
- 1980 : Flash Gordon : le colonel de la salle de contrôle (Leon Greene)
- 1980 : American Gigolo : la voix du magnétophone[Qui ?]
- 1980 : Gloria : Tony Tanzini (Basilio Franchina)
- 1980 : Ça va cogner : Little Melvin (Jack Murdock) et un parieur au téléphone[Qui ?]
- 1980 : Le Lagon bleu : le capitaine (Alan Hopgood)
- 1980 : Le Droit de tuer : le chef de la CIA (Louis Edmonds), Greg (Greg Sherry) et un policier[Qui ?]
- 1980 : Cobra : Jack Godschmidt (William Berger)
- 1981 : New York 1997 : Cabbie (Ernest Borgnine)
- 1981 : Le Prince de New York : Rocky Gazzo (Tony Munafo)
- 1981 : Wolfen : le légiste (Reginald Veljohnson)
- 1981 : Ragtime : le 1er assistant de Delmas (Richard Griffiths)
- 1982 : Fitzcarraldo : Don Aquilino (José Lewgoy)
- 1982 : Y a-t-il enfin un pilote dans l'avion ? : Steve McCroskey (Lloyd Bridges)
- 1982 : Tootsie : Leon Nichols (Charles Durning)
- 1982 : Le Monde selon Garp : Stew Percy (Warren Berlinger)
- 1982 : Officier et Gentleman : le sergent Emil Foley (Louis Gossett Jr.)
- 1982 : Gandhi : Général Jan Christiaan Smuts (Athol Fugard)
- 1982 : Annie : Punjab (Geoffrey Holder)
- 1982 : La Mort aux enchères : Joseph Vitucci (Joe Grifasi)
- 1982 : Les Guerriers du Bronx : le vice-président (Enzo G. Castellari)
- 1983 : Le Marginal : Sauveur Mecacci (Henry Silva)
- 1983 : Scarface : Sheffield, l'avocat de Tony (Michael Alldredge)
- 1983 : Flashdance : Frank Szabo (Philip Bruns)
- 1983 : L'Habilleur : Sir (Albert Finney)
- 1983 : Rusty James : le policier Paterson (William Smith)
- 1983 : Hysterical : le shérif (Clint Walker)
- 1984 : Amadeus : Kappelmeister Bonno (Patrick Hines) (1er doublage)
- 1984 : Karaté Kid : M.. Harris (Bernie Kuby)
- 1984 : Dune : Vladimir Harkonnen (Kenneth McMillan)
- 1984 : Attention les dégâts : Tango (Nello Pazzafini)
- 1984 : Splash : Buckwalter (Royce D. Applegate)
- 1984 : Les Saisons du cœur : Albert Denby (Lane Smith)
- 1984 : Contre toute attente : Hank Sully (Alex Karras)
- 1985 : After Hours : le guichetier du métro (Murray Moston)
- 1985 : Pale Rider, le cavalier solitaire : Coy LaHood (Richard A. Dysart)
- 1985 : Le pigeon est de retour : Vittorio Gassman
- 1985 : Perfect : Charlie (Stefan Gierasch)
- 1985 : Peur bleue : Arnie Westrum (James Gammon)
- 1985 : Vendredi 13, chapitre 5 : Une nouvelle terreur : le maire Cobb (Ric Mancini)
- 1985 : L'Honneur des Prizzi : Don Corrado Prizzi (William Hickey)
- 1985 : Soleil de nuit : Dr Asher (Daniel Benzali)
- 1985 : La Rose pourpre du Caire : Larry (Van Johnson)
- 1985 : Out of Africa : Kamante (Joseph Thiaka)
- 1986 : Le Maître de guerre : le sergent-major Choozoo (Arlen Dean Snyder)
- 1986 : Hannah et ses sœurs : le père de Mickey (Leo Postrel)
- 1986 : Mission : Cabeza (Chuck Low)
- 1986 : Highlander : Iman Fasil (Peter Diamond)
- 1986 : Soul Man : Bill Watson (James Sikking)
- 1986 : Labyrinthe : Hoggle (voix) (1er doublage)
- 1986 : Le Flic était presque parfait : M. Wareham (Anthony Zerbe)
- 1986 : À fond la fac : Lou (Burt Young)
- 1986 : Karaté Kid 2 : Sato (Danny Kamekona)
- 1986 : Le Contrat : le chef Harry Shannon (Darren McGavin)
- 1987 : RoboCop : le sergent Warren Reed (Robert DoQui)
- 1987 : Good Morning, Vietnam : voix de Richard Nixon
- 1987 : Gens de Dublin : M. Browne (Dan O'Herlihy)
- 1987 : Ishtar : Marty Freed (Jack Weston)
- 1987 : Liaison fatale : Bob Drimmer (Mike Nussbaum)
- 1987 : Pelle le conquérant : Lasse (Max Von Sydow)
- 1987 : Un homme amoureux : Dante Pizani (Jean Pigozzi)
- 1987 : Protection rapprochée : Fitzroy (Stephen Elliott)
- 1987 : Blue Velvet : Inspecteur Tom Gordon (Fred Pickler)
- 1988 : Cocktail : M.. Mooney (Laurence Luckinbill)
- 1988 : Tucker : Bennington (Dean Goodman)
- 1988 : Cinema Paradiso : Spaccafico (Enzo Cannavale)
- 1988 : Une autre femme : Jack (Jacques Levy)
- 1988 : L'Insoutenable Légèreté de l'être : Pavel (Pavel Landovský)
- 1989 : L'Amour est une grande aventure : Leon Sparks (Peter Donat)
- 1989 : Crimes et Délits : Jack Rosenthal (Jerry Orbach)
- 1990 : L'Échelle de Jacob : M. Geary, l'avocat (Jason Alexander)
- 1991 : The Rocketeer : Eddie Valentine (Paul Sorvino)
- 1991 : Barton Fink : Jack Lipnick (Michael Lerner)
- 1991 : Les Indomptés : Antonio Luciano (Andy Romano)
- 1991 : La P'tite Arnaqueuse : Bernard Oxbar (Fred Dalton Thompson)
- 1991 : Justice sauvage : Capitaine Ronnie Donziger (Jerry Orbach)
- 1992 : Wayne's World : l'officier Koharski (Frederick Coffin)
- 1992 : Méli-mélo à Venise : M. Scarpa (Andreas Katsulas)
- 1993 : L'Impasse : Pete Amadesso (Richard Foronjy)
- 1994 : Wayne's World 2 : Jeff Wang (James Hong)
- 1995 : Broken Arrow : Général Boone (Carmen Argenziano)
- 1996 : Double mise : Sydney (Philip Baker Hall)
- 1999 : Dick, les coulisses de la présidence : Richard Nixon (Dan Hedaya)
- 2000 : The Million Dollar Hotel : Stanley Goldkiss (Harris Yulin)

#### Longs métrages d'animation
- 1950 : Cendrillon : le Roi (2e doublage)
- 1955 : La Belle et le Clochard : le castor (2e doublage)
- 1977 : Peter et Elliott le dragon : Merle Gogan (1er doublage)
- 1978 : La Ballade des Dalton : Bud Bugman
- 1978 : Le Seigneur des anneaux : Les orques
- 1978 : Le Petit Âne de Bethléem : Le garde
- 1981 : Rox et Rouky : Amos Slade
- 1981 : Métal hurlant : Harry Canyon
- 1985 : Taram et le Chaudron magique : Dalben (1er doublage)
- 1986 : Basil, détective privé : Fidget et Sherlock Holmes
- 1987 : Le Pacha et les Chats de Beverly Hills : Directeur / Raspoutine
- 1988 : Oliver et Compagnie : Louis Et Francis
- 1989 : La Petite Sirène (The Little Mermaid) de John Musker et Ron Clements : le Roi Triton (1er doublage)
- 1993 : Le Voyage d'Edgar dans la forêt magique : Conducteur de camion
- 1996 : Beavis et Butt-Head se font l'Amérique : Agent Flemming

### Télévision

#### Téléfilms
- Pernell Roberts dans :
  - Adventures of Nick Carter (1972) : Neal Duncan
  - Charlie Cobb Détective : Belle nuit pour une pendaison (1977) : le shérif Yates

- 1967 : L'Homme en fuite : Dickory (Bernie Hamilton)
- 1968 : Inculpé de meurtre : Dr Ray Flemming (Gene Barry)
- 1971 : Rançon pour un homme mort : Perkins (Richard Roat) (1er doublage)
- 1972[12] : La Chose : Gehrmann (Jeff Corey)
- 1973 : Frankenstein: The True Story : le capitaine du navire (Tom Baker)
- 1977 : Raid sur Entebbe : Daniel Cooper (Martin Balsam)
- 1978 : Le Voleur de Bagdad : le sbire du vizir Jaudur (Neil McCarthy)
- 1978 : Du feu dans le ciel : le président des États-Unis (Andrew Duggan)
- 1979 : Le Roman d'Elvis : Sam Phillips (Charles Cyphers)
- 1983 : Les Tigres : Billy Young (Roy Scheider)
- 1986 : L'Affaire Protheroe : le révérend Leonard Clement (Paul Eddington)
- 1997 : Piège en plein ciel : Doc Hazzard (Danny Kamin)

#### Séries télévisées
- Robert Stack dans :
  - Eliot Ness dans Les Incorruptibles
  - Dan Farrell dans Les Règles du jeu
  - George Lancaster dans Les Dessous d'Hollywood
  - Roland Saunders dans Falcon Crest
- Ross Martin dans :
  - Bonne chance M. Lucky (1959-1960) : Nick Andamo - 1re voix
  - Les Mystères de l'Ouest (1965-1969) : Artemus Gordon - voix de remplacement[13]
- Nick Mancuso, les dossiers secrets du FBI : Nick Mancuso (Robert Loggia)
- L'Homme à la Rolls (1963-1964) : le capitaine Amos Burke (Gene Barry)
- Au-delà du réel (1963-1965) : la « Control Voice » (Vic Perrin)
- Jesse James (1965) : Franck James (Allen Case)
- Sur la piste du crime (1965-1974) : Arthur Ward (Philip Abbott)
- Soko brigade des stups (1970) : Karl Göttmann (Werner Kreindl)
- Madigan (1972-1973) : le sergent Dan Madigan (Richard Widmark)
- Kojak (1973-1978) : le capitaine Franck Mc Neil (Dan Frazer)
- L'Homme qui valait trois milliards et Super Jaimie : Oscar Goldman (Richard Anderson)
- Les Brigades du Tigre (1974-1983) (à partir de la saison 5) : Gabrielli (Pinkas Braun)
- Columbo (1975) : Johnny Carson
- Les Têtes brûlées (1976-1978) : le colonel Thomas Lard (Dana Elcar)
- Colorado (1978-1979) : R. J. Poteet (Dennis Weaver)[14]
- Pour tout l'or du Transvaal (1979) : M. Hasenfeld (Patrick Mynhardt)
- Un cas pour deux :
  - 1981-1988 : Dr Dieter Renz (Günter Strack (de))
  - 1988 : Commissaire Hellwig (Hans Häckermann (de)) (Saison 8, épisode 6 : Le dossier Kramm)
- Fame (1982-1987) : Quentin Morloch (Ken Swofford)
- Un commissaire à Rome (1993) : Nino Manfredi

#### Séries d'animation
- 1, rue Sésame (1978-1982) : Hyacinthe / l'horrible
- Bleu, l'enfant de la terre (1986) : Jamal
- Les Mondes engloutis (1985) : Mattymate
- Dino Riders (1988) : Gunnur / Rasp / Skate
- Flash Gordon (1996) : le général Lynch

### Direction artistique
Les dates indiquées en italique correspondent aux sorties initiales des films auxquels Jacques Deschamps a participé aux doublages tardifs et aux redoublages.
- Columbo (de 1971 à 1978)
- L'Homme qui valait trois milliards
- Super Jaimie
- Les Têtes brûlées
- Les Règles du jeu
- Colditz
- Diligence Express (Five Mile Creek)
- 1, rue Sésame
- Les Règles du jeu
- Le Riche et le Pauvre
- Désir (sur La Cinq)